# Skoki narciarskie na Zimowym Olimpijskim Festiwalu Młodzieży Europy 2013
Skoki narciarskie na Zimowym Olimpijskim Festiwalu Młodzieży Europy 2013 – zawody, które odbyły się w dniach 18–22 lutego 2013 roku w rumuńskiej miejscowości Râșnov. Składało się na nie pięć konkursów. W zawodach indywidualnych zwyciężyli: wśród mężczyzn Cene Prevc, a wśród kobiet Anna Rupprecht. W zawodach drużynowych wygrały reprezentacje: Słowenii wśród mężczyzn, Czech wśród kobiet i Niemiec w konkursie mieszanym.

## Historia
Skoki narciarskie na EYOWF pojawiły się po raz pierwszy w 1999 roku. Rozegrano wówczas zawody indywidualne i drużynowe mężczyzn. W 2001 do programu dołączyły zawody indywidualne kobiet. Te same dyscypliny pojawiły się na festiwalu w 2003. W 2005 i 2007 na EYOWF nie odbyła się rywalizacja w skokach narciarskich. W 2009 i 2011 przeprowadzono konkurs indywidualny i drużynowy mężczyzn. W 2013 po dziesięciu latach przerwy do programu zawodów powrócił konkurs indywidualny kobiet. Po raz pierwszy rozegrano też drużynowy konkurs kobiet i zawody mieszane.

## Przebieg zawodów
Na zawody składało się 5 konkursów: 2 indywidualne (mężczyzn i kobiet), a także 3 drużynowe (mężczyzn, kobiet i mieszany). Zgłoszonych do nich zostało 56 zawodników z 18 krajów, a także 22 zawodniczki z 9 krajów. 
W konkursie indywidualnym mężczyzn zwyciężył Słoweniec Cene Prevc przed swoim rodakiem Anže Laniškiem i Austriakiem Thomasem Hoferem. W konkursie drużynowym zwyciężyła reprezentacja Słowenii przed Niemcami i Austrią. Broniąca tytułu sprzed dwóch lat reprezentacja Polski zajęła dziesiąte miejsce, ostatnie spośród sklasyfikowanych drużyn. 
Wśród kobiet w zawodach indywidualnych wygrała Niemka Anna Rupprecht przed Austriaczką Sonją Schoitsch i kolejną Niemką Leną Selbach. W konkursie drużynowym wystartowały zaledwie trzy drużyny. Reprezentacja Czech pokonała w nim Niemcy i Rosję. W zawodach mieszanych, w których w każdej drużynie wystąpiło 2 zawodników i 2 zawodniczki, reprezentacja Niemiec wyprzedziła Słowenię i Austrię.
Medale w konkurencji skoków narciarskich na olimpijskim festiwalu młodzieży Europy w Râșnowie wywalczyło 5 reprezentacji narodowych. Najwięcej z nich – pięć, w tym dwa złote zdobyła reprezentacja Niemiec.

## Wyniki

### Mężczyźni

#### Indywidualnie
18 lutego 2013
| M   | Zawodnik                   | Państwo   | Skok 1 | Skok 2 | Punkty |
| --- | -------------------------- | --------- | ------ | ------ | ------ |
| 1.  | Cene Prevc                 | Słowenia  | 97,5   | 98,5   | 261,0  |
| 2.  | Anže Lanišek               | Słowenia  | 96,0   | 97,5   | 256,0  |
| 3.  | Thomas Hofer               | Austria   | 93,0   | 96,0   | 246,5  |
| 4.  | Maximilian Steiner         | Austria   | 94,0   | 96,0   | 244,5  |
| 5.  | Sebastian Bradatsch        | Niemcy    | 92,0   | 92,5   | 236,5  |
| 5.  | Florjan Jelovčan           | Słowenia  | 93,0   | 92,0   | 236,5  |
| 7.  | Paul Winter                | Niemcy    | 89,5   | 92,0   | 228,0  |
| 8.  | Iulian Pîtea               | Rumunia   | 89,5   | 90,0   | 226,0  |
| 9.  | Simon Greiderer            | Austria   | 90,0   | 91,0   | 225,5  |
| 10. | Julian Hahn                | Niemcy    | 90,0   | 89,0   | 223,0  |
| 11. | Thomas Dufter              | Niemcy    | 92,0   | 87,5   | 222,0  |
| 11. | Filip Sakala               | Czechy    | 89,5   | 90,5   | 222,0  |
| 11. | Nejc Seretinek             | Słowenia  | 90,5   | 89,0   | 222,0  |
| 14. | Andreas Granerud Buskum    | Norwegia  | 88,5   | 89,5   | 220,0  |
| 15. | Jarl Magnus Riiber         | Norwegia  | 89,0   | 89,0   | 219,5  |
| 16. | Eduard Torok               | Rumunia   | 87,0   | 90,5   | 218,0  |
| 17. | Santeri Ylitapio           | Finlandia | 91,5   | 86,0   | 215,5  |
| 18. | Valentin Tatu              | Rumunia   | 86,5   | 88,5   | 214,5  |
| 19. | Siergiej Szułajew          | Rosja     | 86,5   | 87,5   | 210,0  |
| 20. | Arthur Royer               | Francja   | 88,0   | 85,0   | 207,5  |
| 21. | Aapo Lehtinen              | Finlandia | 88,5   | 85,0   | 207,0  |
| 22. | Mihkel Oja                 | Estonia   | 84,5   | 88,0   | 204,0  |
| 23. | Przemysław Kantyka         | Polska    | 86,0   | 84,5   | 202,5  |
| 24. | Sondre Vestøl Bråtane      | Norwegia  | 87,5   | 84,0   | 199,0  |
| 25. | Alex Insam                 | Włochy    | 84,5   | 86,0   | 198,5  |
| 25. | Łukasz Podżorski           | Polska    | 83,5   | 85,5   | 198,5  |
| 27. | Mario Mendel               | Austria   | 86,0   | 81,5   | 195,0  |
| 27. | Maksim Migaczow            | Rosja     | 85,5   | 82,0   | 195,0  |
| 29. | Paul Brasme                | Francja   | 84,0   | 81,5   | 192,0  |
| 30. | Wili Loukasmäki            | Finlandia | 82,5   | 80,5   | 182,0  |
| 31. | Sebastian Okas             | Polska    | 82,5   | —      | 95,0   |
| 32. | Noëlig Revilliod Blanchard | Francja   | 82,0   | —      | 94,5   |
| 33. | Władisław Skacziłow        | Rosja     | 82,0   | —      | 94,0   |
| 33. | Jonas Gropen Søgård        | Norwegia  | 82,5   | —      | 94,0   |
| 35. | Laurent Muhlethaler        | Francja   | 81,5   | —      | 93,5   |
| 36. | Danieł Simow               | Bułgaria  | 83,0   | —      | 92,0   |
| 37. | Joonas Parpala             | Finlandia | 81,0   | —      | 91,5   |
| 38. | Muhammet İrfan Çintımar    | Turcja    | 81,0   | —      | 89,0   |
| 39. | Damián Lasota              | Czechy    | 79,0   | —      | 85,5   |
| 39. | Krzysztof Leja             | Polska    | 78,5   | —      | 85,5   |
| 41. | Siergiej Pyżow             | Rosja     | 80,0   | —      | 85,0   |
| 42. | Benjamin Larsson           | Szwecja   | 78,0   | —      | 84,5   |
| 43. | Jan Michálek               | Czechy    | 78,0   | —      | 84,0   |
| 44. | Luca Gianmoena             | Włochy    | 77,0   | —      | 82,0   |
| 45. | Andrew Lunardi             | Włochy    | 75,5   | —      | 79,0   |
| 46. | Ayberk Demir               | Turcja    | 74,5   | —      | 77,0   |
| 46. | Simon Eklund               | Szwecja   | 74,5   | —      | 77,0   |
| 48. | Fatih Arda İpcioğlu        | Turcja    | 74,0   | —      | 75,5   |
| 49. | Joy Senoner                | Włochy    | 71,5   | —      | 70,0   |
| 50. | Alexandru Mocăniță         | Rumunia   | 71,5   | —      | 67,0   |
| 51. | Filip Černý                | Czechy    | 68,0   | —      | 58,0   |
| 52. | Wadym Mułyk                | Ukraina   | 61,5   | —      | 48,5   |
| 53. | Roman Suchomeniuk          | Ukraina   | 63,5   | —      | 47,5   |
| 54. | Kristaps Nežborts          | Łotwa     | 57,0   | —      | 37,5   |
| 55. | Tomáš Ondrejka             | Słowacja  | 58,0   | —      | 35,5   |
| 56. | Dominik Ďurčo              | Słowacja  | 55,5   | —      | 34,0   |

#### Drużynowo
20 lutego 2013
| Pozycja | Państwo   | Zawodnicy                                                                            | Punkty |
| ------- | --------- | ------------------------------------------------------------------------------------ | ------ |
| 1.      | Słowenia  | Nejc Seretinek Cene Prevc Florjan Jelovčan Anže Lanišek                              | 987,5  |
| 2.      | Niemcy    | Paul Winter Julian Hahn Thomas Dufter Sebastian Bradatsch                            | 952,0  |
| 3.      | Austria   | Maximilian Steiner Mario Mendel Simon Greiderer Thomas Hofer                         | 935,0  |
| 4.      | Norwegia  | Sondre Vestøl Bråtane Jonas Gropen Søgård Jarl Magnus Riiber Andreas Granerud Buskum | 922,5  |
| 5.      | Rumunia   | Valentin Tatu Robert Buzescu Iulian Pîtea Eduard Torok                               | 882,0  |
| 6.      | Finlandia | Aapo Lehtinen Joonas Parpala Wili Loukasmäki Santeri Ylitapio                        | 813,5  |
| 7.      | Rosja     | Maksim Migaczow Siergiej Pyżow Władisław Skacziłow Siergiej Szułajew                 | 804,0  |
| 8.      | Czechy    | Damián Lasota Jan Michálek Filip Černý Filip Sakala                                  | 796,5  |
| 9.      | Francja   | Laurent Muhlethaler Paul Brasme Noëlig Revilliod Blanchard Arthur Royer              | 782,0  |
| 10.     | Polska    | Sebastian Okas Krzysztof Leja Przemysław Kantyka Łukasz Podżorski                    | 388,0  |

### Kobiety

#### Indywidualnie
19 lutego 2013
| Pozycja | Zawodniczka           | Narodowość | Punkty |
| ------- | --------------------- | ---------- | ------ |
| 1.      | Anna Rupprecht        | Niemcy     | 225,0  |
| 2.      | Sonja Schoitsch       | Austria    | 224,9  |
| 3.      | Lena Selbach          | Niemcy     | 223,3  |
| 4.      | Elisabeth Raudaschl   | Austria    | 221,7  |
| 5.      | Barbora Blažková      | Czechy     | 221,2  |
| 6.      | Marie Hoyau           | Francja    | 219,9  |
| 7.      | Celina Dollberg       | Niemcy     | 212,7  |
| 8.      | Daniela Haralambie    | Rumunia    | 206,0  |
| 9.      | Michaela Rajnochová   | Czechy     | 205,9  |
| 10.     | Océane Avocat Gros    | Francja    | 205,6  |
| 11.     | Natálie Dejmková      | Czechy     | 201,2  |
| 12.     | Jenny Rautionaho      | Finlandia  | 198,5  |
| 13.     | Anja Javoršek         | Słowenia   | 196,6  |
| 14.     | Julija Sršen          | Słowenia   | 196,0  |
| 15.     | Tanja Kaverinen       | Finlandia  | 192,0  |
| 16.     | Joanna Szwab          | Polska     | 190,6  |
| 17.     | Karolína Indráčková   | Czechy     | 185,1  |
| 18.     | Kristina Zakirowa     | Rosja      | 176,1  |
| 19.     | Alona Sutiagina       | Rosja      | 172,5  |
| 20.     | Carina Wursthorn      | Niemcy     | 170,8  |
| 21.     | Alina Bobrakowa       | Rosja      | 170,2  |
| 22.     | Ajsyłu Fachiertdinowa | Rosja      | 139,4  |

#### Drużynowo
21 lutego 2013
| Pozycja | Państwo | Zawodnicy                                                                 | Punkty |
| ------- | ------- | ------------------------------------------------------------------------- | ------ |
| 1.      | Czechy  | Karolína Indráčková Michaela Rajnochová Natálie Dejmková Barbora Blažková | 812,9  |
| 2.      | Niemcy  | Celina Dollberg Carina Wursthorn Lena Selbach Anna Rupprecht              | 801,6  |
| 3.      | Rosja   | Alina Bobrakowa Ajsyłu Fachiertdinowa Alona Sutiagina Kristina Zakirowa   | 658,7  |

### Konkurs mieszany
22 lutego 2013
| Pozycja | Państwo  | Zawodnicy                                                           | Punkty |
| ------- | -------- | ------------------------------------------------------------------- | ------ |
| 1.      | Niemcy   | Lena Selbach Anna Rupprecht Thomas Dufter Sebastian Bradatsch       | 888,5  |
| 2.      | Słowenia | Anja Javoršek Julija Sršen Anže Lanišek Cene Prevc                  | 860,7  |
| 3.      | Austria  | Elisabeth Raudaschl Sonja Schoitsch Maximilian Steiner Thomas Hofer | 812,7  |
| 4.      | Czechy   | Barbora Blažková Michaela Rajnochová Damián Lasota Filip Sakala     | 798,7  |
| 5.      | Rosja    | Kristina Zakirowa Alina Bobrakowa Siergiej Szułajew Maksim Migaczow | 772,8  |

## Klasyfikacja medalowa
| Miejsce | Państwo  |   |   |   | Razem |
| ------- | -------- | - | - | - | ----- |
| 1.      | Niemcy   | 2 | 2 | 1 | 5     |
| 2.      | Słowenia | 2 | 2 | 0 | 4     |
| 3.      | Czechy   | 1 | 0 | 0 | 1     |
| 4.      | Austria  | 0 | 1 | 3 | 4     |
| 5.      | Rosja    | 0 | 0 | 1 | 1     |

## Multimedaliści
W poniższej tabeli znajdują się zawodnicy i zawodniczki z co najmniej dwoma medalami zdobytymi podczas zawodów.
| #  | Zawodnik            | Złoto | Srebro | Brąz | Razem |
| -- | ------------------- | ----- | ------ | ---- | ----- |
| 1. | Cene Prevc          | 2     | 1      | 0    | 3     |
|    | Anna Rupprecht      | 2     | 1      | 0    | 3     |
| 3. | Anže Lanišek        | 1     | 2      | 0    | 3     |
| 4. | Lena Selbach        | 1     | 1      | 1    | 3     |
| 5. | Sebastian Bradatsch | 1     | 1      | 0    | 2     |
|    | Thomas Dufter       | 1     | 1      | 0    | 2     |
| 7. | Sonja Schoitsch     | 0     | 1      | 1    | 2     |
| 8. | Thomas Hofer        | 0     | 0      | 3    | 3     |
| 9. | Maximilian Steiner  | 0     | 0      | 2    | 2     |